# Битеф
Београдски интернационални театарски фестивал (верз. скр. БИТЕФ, верб. скр. Битеф) позоришни је фестивал који се сваке године организује у Београду.
Основан је 1967. године одлуком Скупштине града Београда као стална манифестација од посебног значаја за Град. Од тада се континуирано одржава, пратећи и подржаваући најновије позоришне трендове. Постао је један од најзначајнијих фестивала эа српску културу.
Током шеэдесетих година 20. века, оснивачи фестивала (Мира Траиловић, Јован Ћирилов и њихови сарадници) пажљиво су пратили узбуркане догађаје на светској позоришној сцени преплављеној авангардним преиспитивањима. Осамдесетих, БИТЕФ је Београду показао највећа позоришна достигнућа, поставши један од неколико позоришних фестивала који су успешно спојили експериманталне форме и класична достигнућа. Упркос политичко-економској кризи која је захватила Југославију деведесетих, БИТЕФ је, захваљујући помоћи међународних културних центара, владиних и невладиних организација, успео да настави традицију која је промовисала нове позоришне трендове и основне позоришне вредности. Тако је БИТЕФ задржао своје место у породици великих интернационалних фестивала и представља један антитрадиционални феномен и епохалну вредност српске и европске културе.
Године 1999. БИТЕФ је награђен специјалном наградом „Premio Europa per il teatro“ и тако је постао први интернационални позоришни фестивал који је награђен овом наградом.